# Росвайн
Росвайн (нім. Roßwein) — місто у Німеччині, у землі Саксонія. Підпорядковане адміністративному округу Хемніц. Входить до складу району Середня Саксонія. 
Площа — 43,94 км2. Населення становить 7410 ос. (станом на 31 грудня 2020).
Офіційний код — 14 3 75 160. 

## Галерея

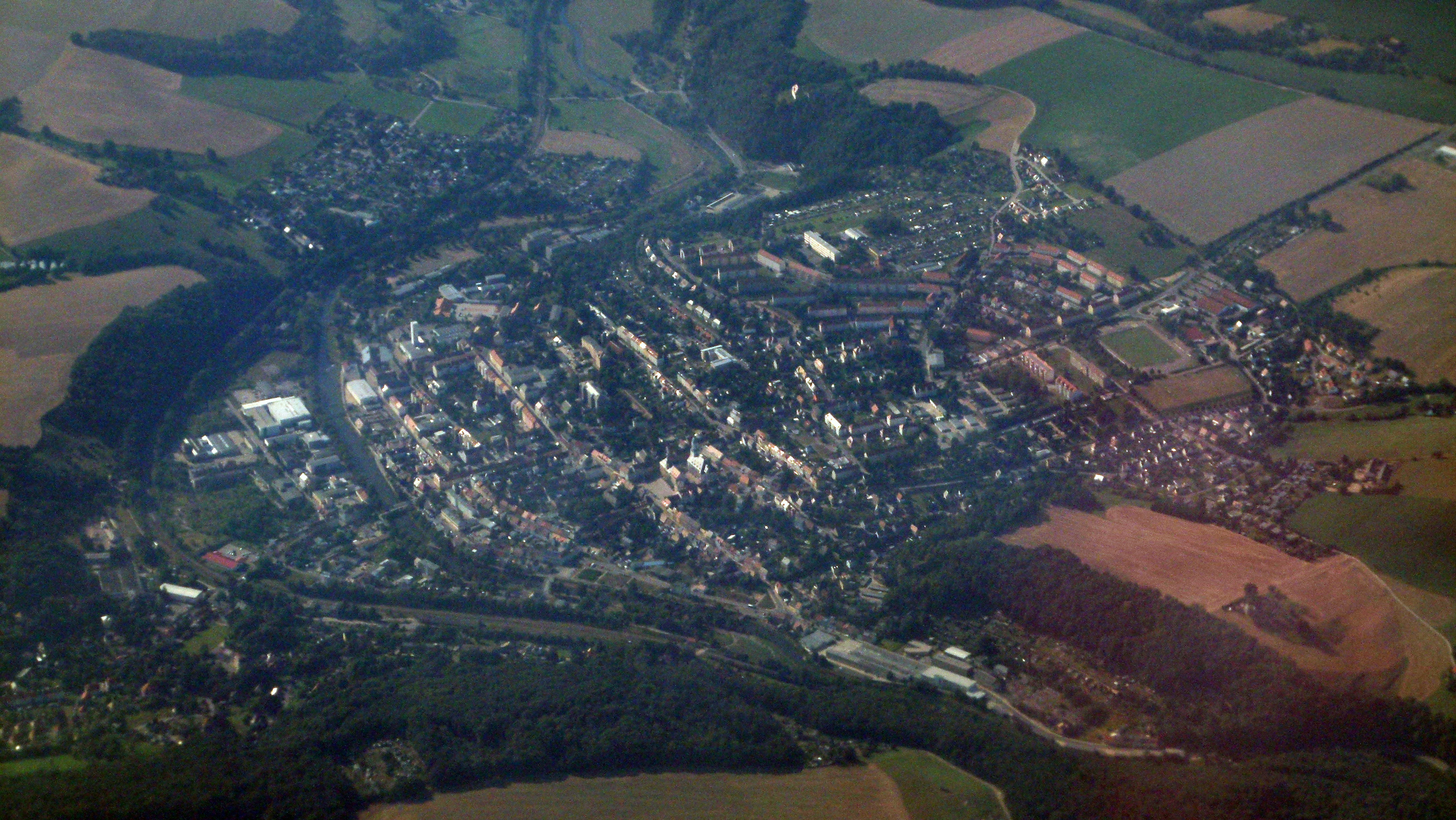
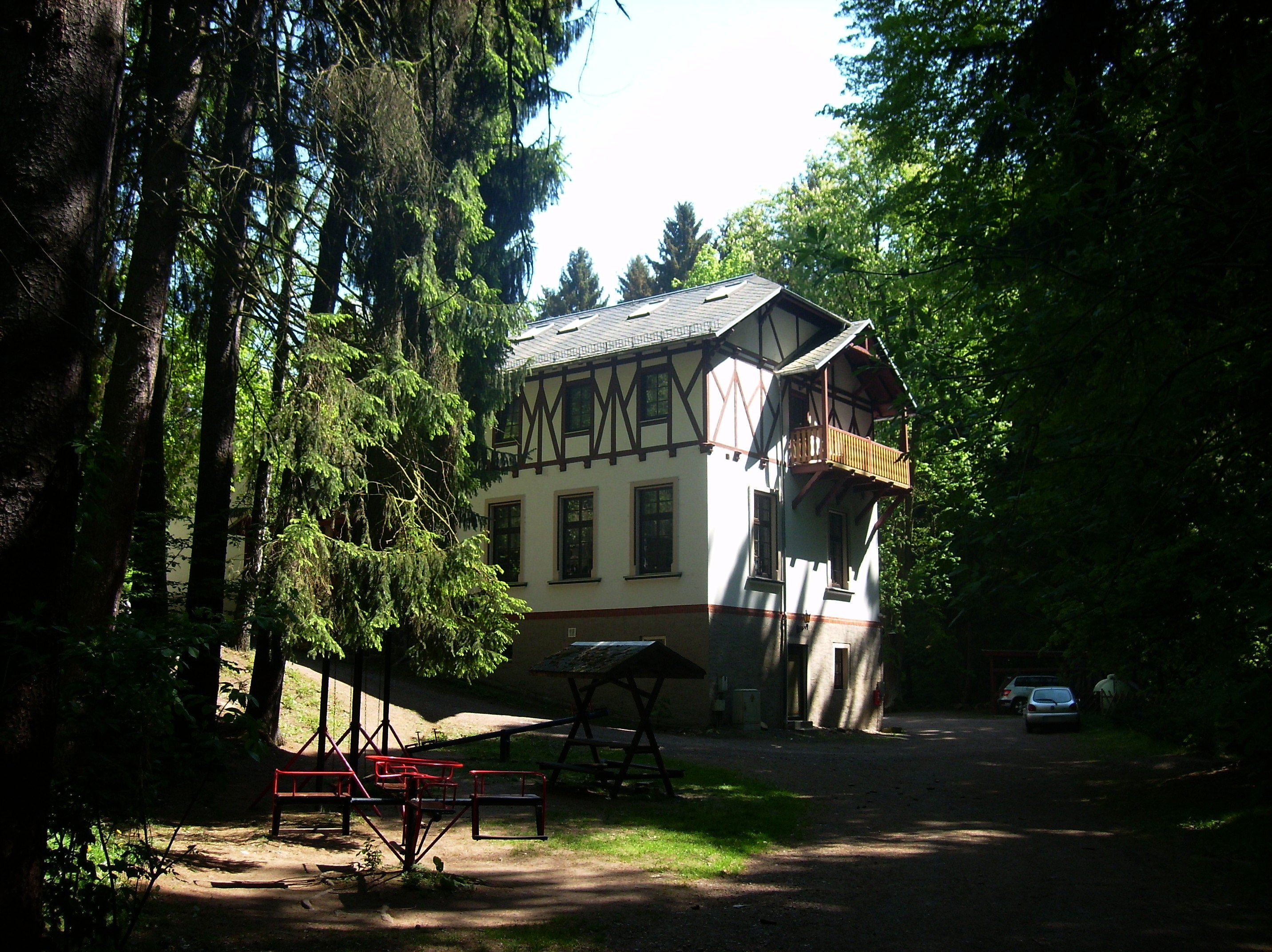
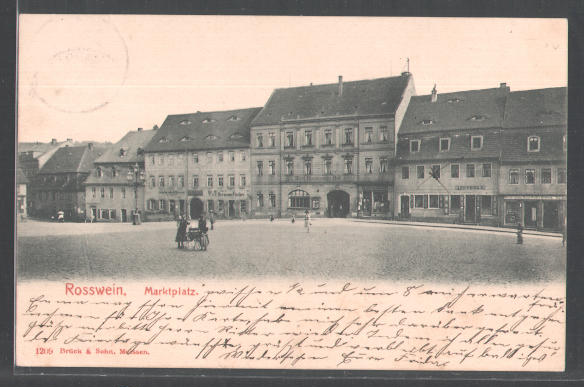
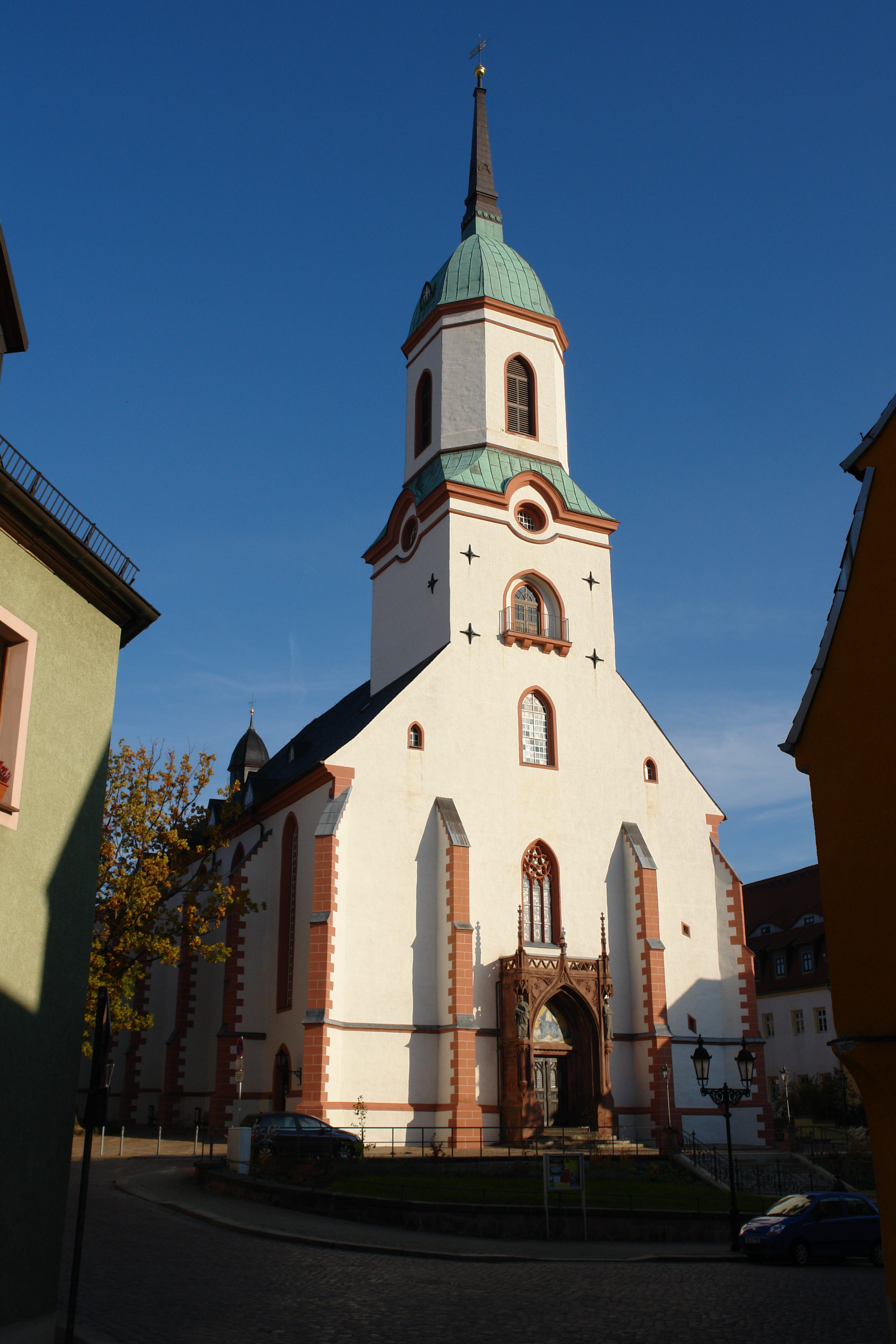
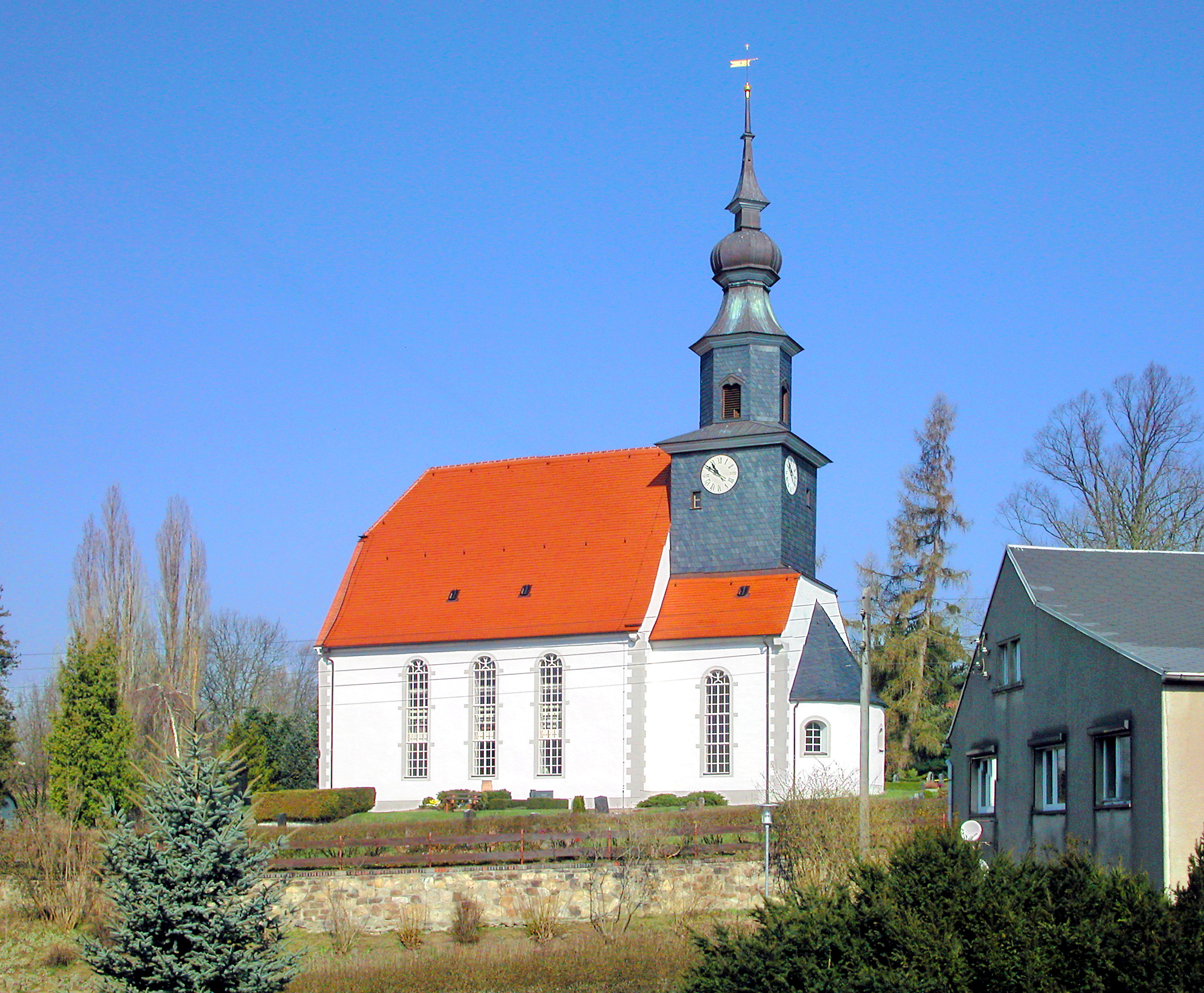
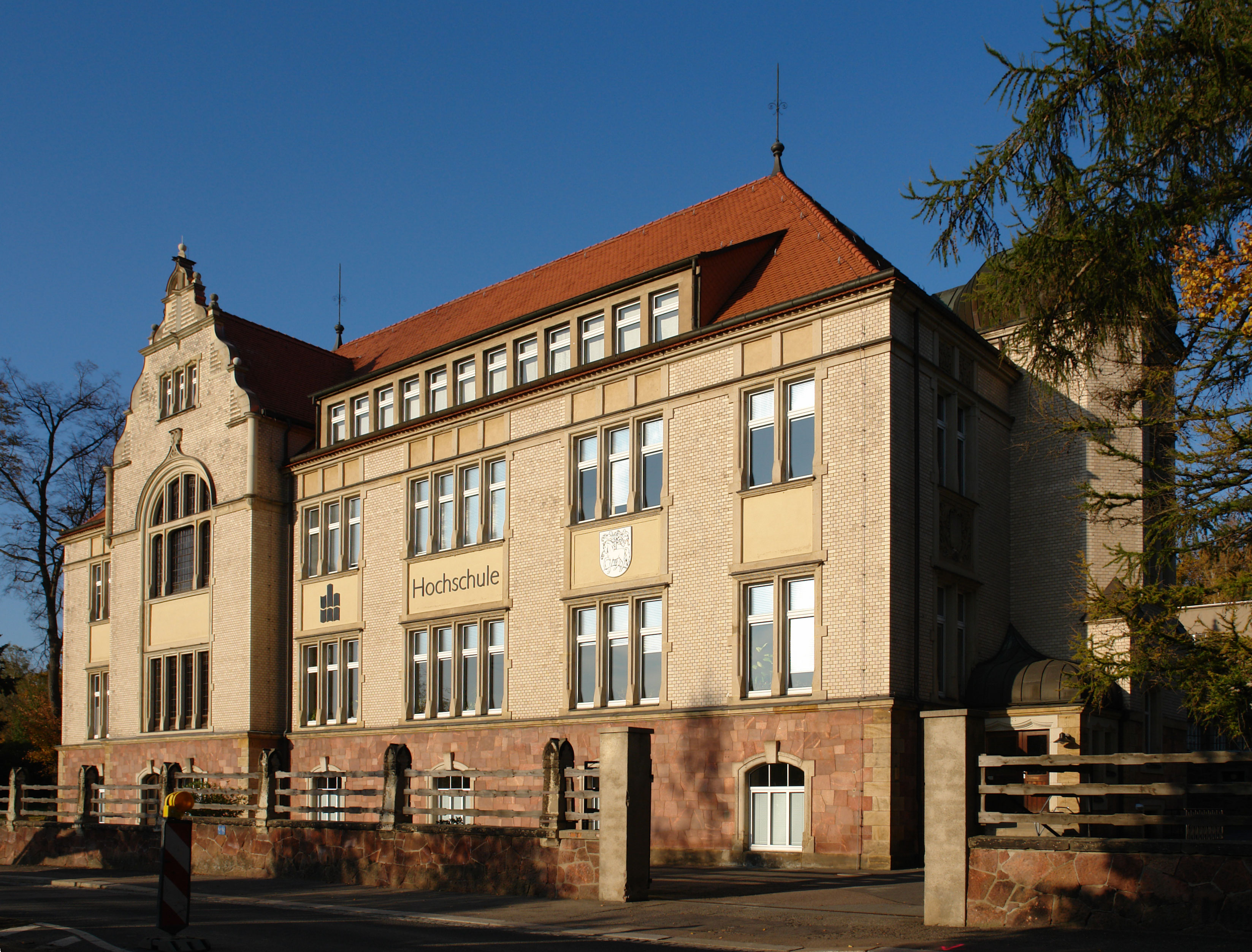